# Autódromo Internacional de Codegua

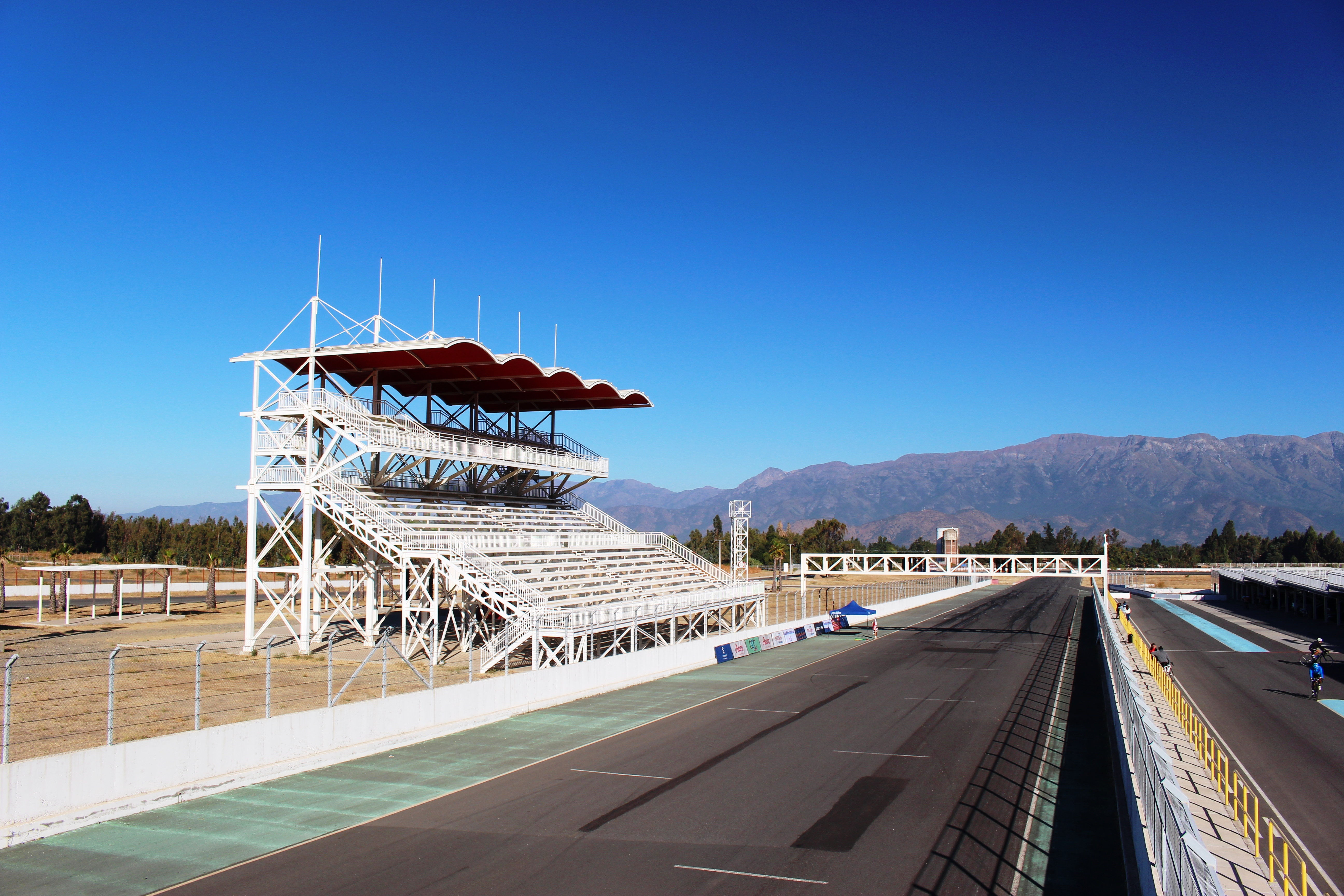
Autódromo Internacional de Codegua

Das Autódromo Internacional de Codegua ist eine Motorsport-Rennstrecke in Codegua in Chile, 18 km nordöstlich der Stadt Rancagua und 72 km südlich der Hauptstadt Santiago de Chile.

## Geschichte
Die Strecke wurde durch 4 motorsportbegesterte Investoren initiiert. Diese kauften 170 Hektar Land in der Nähe der Hauptstadt und begannen ab 2009 mit den Planungen für die Strecke, deren Bau 2012 begann. Im Mai 2014 erfolgte die Eröffnung des ersten Teilstücks. Im November 2014 erfolgte die Fertigstellung des heutigen Circuits.

## Streckenbeschreibung
Die maximal 4,4 km lange und 13–16 m breite Piste erlaubt über zahlreiche Kurzanbindungen die Konfiguration von bis zu 13 unterschiedlichen Streckenvarianten von denen maximal zwei parallel genutzt werden können. Sie ist die längste permanente Rennstrecke in Chile und aktuell regelmäßige Saisonstation des Carrera Cup Chile.